# Ion Cernea
Ion Cernea (ur. 21 października 1936 w Râu Alb w okręgu Hunedoara, zm. 30 czerwca 2025 w Bukareszcie) – rumuński zapaśnik stylu klasycznego, walczący w wadze koguciej (do 57 kg); mąż piosenkarki i polityk Iriny Loghin.
Zdobył dwa medale olimpijskie – srebrny (Rzym 1960) i brązowy (Tokio 1964). Do jego osiągnięć należą również dwa medale mistrzostw świata – złoty (Tampere 1965) oraz srebrny (Jokohama 1961).